# Mesocyclops brooksi
Mesocyclops brooksi – gatunek widłonoga z rodziny Cyclopidae. Nazwa naukowa tego gatunku skorupiaków została opublikowana w 1996 roku przez Giuseppe Lucio Pesce, Paolę De Laurentiis i Williama F. Humphreysa.